# Jenée LaMarque
Pour les articles homonymes, voir Lamarque.
Jenée LaMarque, née le 2 février 1980 à West Covina en Californie, est une réalisatrice, scénariste, productrice et actrice américaine.

## Filmographie
| année | film                    | actrice                     | scénariste | réalisatrice | productrice | notes         |
| ----- | ----------------------- | --------------------------- | ---------- | ------------ | ----------- | ------------- |
| 2007  | Happy Deathday          | Christine                   | Oui        |              | Oui         | court métrage |
| 2012  | Spoonful                |                             | Oui        | Oui          |             | court métrage |
| 2013  | La Vie d’une Autre (en) | la maman de la petite fille | Oui        | Oui          |             | long métrage  |
| 2017  | The Feels               | Nikki                       | Oui        | Oui          |             | long métrage  |